# Ménélik

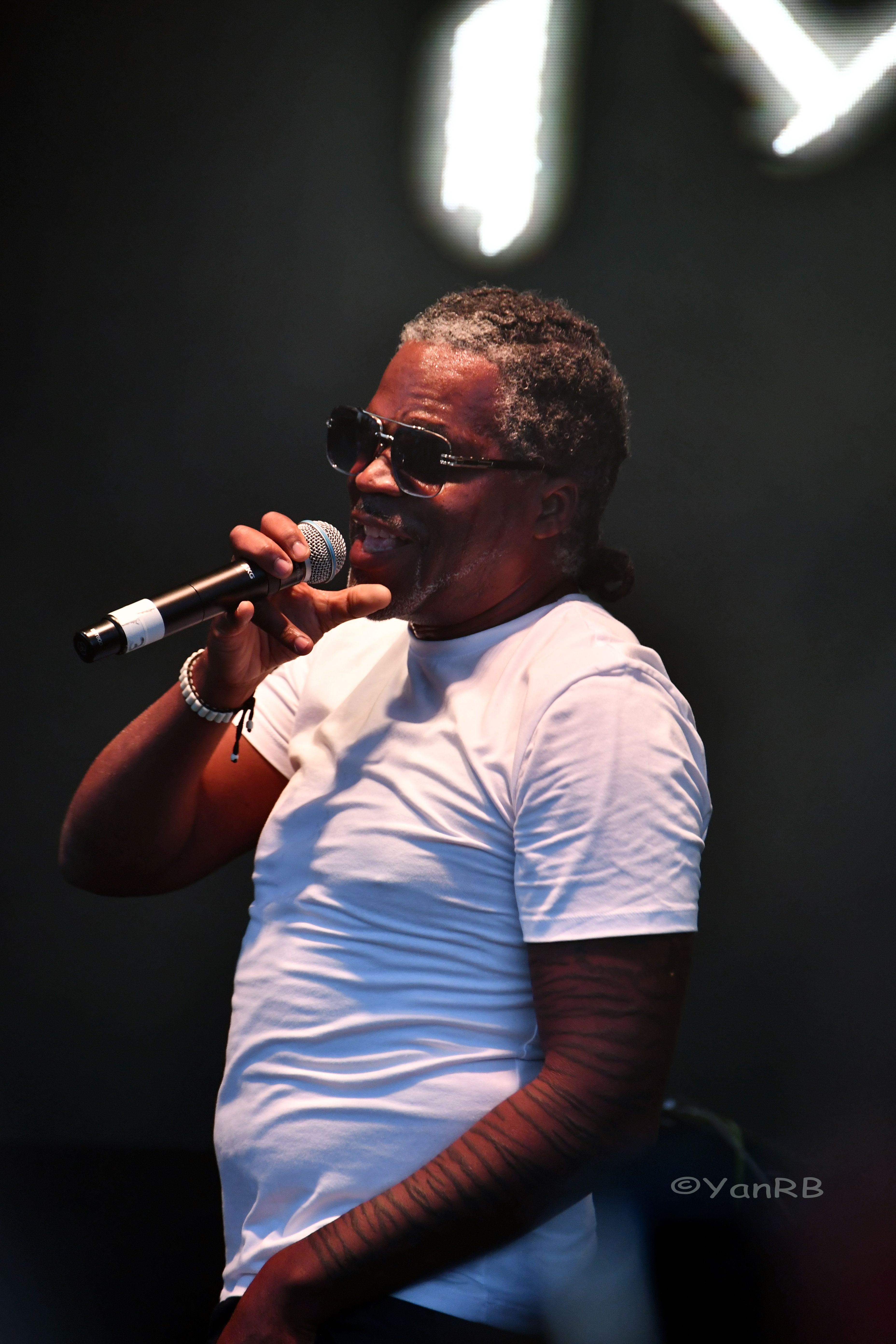
Ménélik, 2023

Ménélik (* 10. September 1970 in Yaoundé, Kamerun; bürgerlich Albert Tjamag) ist ein französischer Hip-Hop-Musiker.
Tjamag zog mit sieben Jahren nach Paris. Dort besuchte er die dortige Schule und Universität und schloss erfolgreich ein Studium der Rechtswissenschaften ab. 1990 lernte er MC Solaar kennen. Mit der deutschen Band Gang No Sé landete er einen Hit. Sein erstes Soloalbum Phenomenelik erschien 1995. 1996 gewann er einen Victoires de la Musique als bester männlicher Nachwuchskünstler. 1997 folgte sein zweites Studioalbum unter dem Titel Je me souviens. Nach Labelstreitigkeiten auf der Suche nach einer neuen musikalischen Heimat veröffentlichte Ménélik 2000 sein drittes Album, OQP mit jeweils einen Song von Charles Aznavour und Men at Work. Sein viertes Album E-Pop von 2001 ist sein bisher letztes Album.

## Diskografie
- 1995: Phenomenelik
- 1997: Je me souviens
- 2000: OQP
- 2001: E-Pop